# HomoloGene
HomoloGene, una eina del National Center for Biotechnology Information (NCBI o Centre Nacional d'Informació Biotecnològica) dels Estats Units, és un sistema per a la detecció automatitzada d'homòlegs (similitud atribuïble a la descendència d'un avantpassat comú) entre els gens anotats de diversos genomes eucariotes completament seqüenciats.
El processament HomoloGene consisteix en l'anàlisi de proteïnes dels organismes introduïts. Les seqüències es comparen mitjançant blastp, després es combinen i es posen en grups, utilitzant un arbre taxonòmic construït a partir de la similitud de seqüències, on primer s'afegeixen els organismes més semblants i després s'afegeixen altres organismes a l'arbre. Les alineacions de proteïnes es mapegen de nou a les seves seqüències d'ADN corresponents, i després es poden calcular les mètriques de distància com a distàncies moleculars Jukes i Cantor (1969), la proporció Ka/Ks.
Les seqüències es combinen utilitzant un algorisme heurístic per maximitzar la puntuació globalment, en lloc de localment, en una concordança bipartida (vegeu graf bipartit complet). I després calcula la significació estadística de cada partit. Es fan talls per posició i s'estableixen valors Ks per evitar que els "ortòlegs" s'agrupin. "paralogs" s'identifiquen trobant seqüències més properes a les espècies que altres espècies.
Aquest recurs va deixar de fer actualitzacions el 2014.